# 北人
北人（ほくじん、朝: 북인、プギン）は、李氏朝鮮の官僚・士林派の派閥の一つ。1591年に東人から分裂した2つの派閥のうちのひとつであり、光海君の治世下で政権を掌握した。
名称は、指導的立場にあった李山海が漢江の北に館を構え、李潑が北岳山のふもとに家があったことにちなむ。

## 歴史

### 北人の起こり
宣祖の時代の1591年、西人派が世子（後継者）擁立問題で失脚すると、東人派が政権を掌握した。東人派は西人派を粛清したが、このとき東人派は、李山海の謀略によって失脚させられた西人派の鄭澈を死刑にすべきだと主張した強硬派の李山海を中心とした北人と、穏健派の禹性伝、柳成龍らを中心とした南人の2つの派閥に分裂した。これが北人の起こりである。
はじめは南人派が優勢であったが、1602年、南人派の柳成龍が文禄の役の時に和議を主張したとして弾劾を受け追放されたことで、北人派が政権を掌握するようになった（文禄の役の時に活躍した義兵将の大部分が北人だったのも理由のひとつである）。
世子擁立問題は、宣祖には正妃の産んだ嫡子がいなかったことと、庶子で長男である臨海君が世子としてふさわしくないとされたために、長い間問題になっていた。特に世子の認定には明の承認が必須であったが、1594年に次男の光海君を世子として冊立する陳情が長男ではないという理由で拒絶されたこともあり、この問題は長引き、この件にかかわる政争も長く続いた。

### 大北と小北
1606年、正妃の仁穆王后が永昌大君を産むと、北人派の中で、世子として光海君を推すベテラン官僚（老壮）中心の大北と、永昌大君を推す若手官僚（少壮）中心の小北の2つの党派が対立した。しかし1608年、宣祖が世子を決める前に亡くなると、大北の働きかけもあり、幼い永昌大君よりも実績・年齢ともに申し分のない光海君を王位につけるという現実的な選択が正妃によってなされ、光海君が即位した。
光海君が即位すると大北が政権を握り、小北派を一掃するために永昌大君や綾昌大君（定遠君の三男にして仁祖の実弟）を謀殺し、他の党派（西人、南人、小北）を追放、以後20年間に渡って朝廷を支配した。しかし大北はさらに骨北、肉北、中北の3つの派閥に分かれ、党争は終わることなく続いた。
1623年3月13日、綾陽君（仁祖）を擁護する西人派を中心とする宮廷クーデターが起き（仁祖反正）、光海君が廃位・追放されると、西人が政権を握り、李爾瞻・鄭仁弘ら大北派の数十名が処刑され数百名が配流されて、ここに大北派は政治の舞台からほぼ姿を消した。これ以後は南人と西人の間で政争が行われることになる。なお、小北は少数勢力としては残り、英祖の蕩平政治の時に一時的に復権した（濁小北、清小北）ものの、それ以外は政治の表舞台に立つことはなかった。

## 主な北人派の人物
- 李山海
- 南以恭（朝鮮語版）
- 李爾瞻
- 鄭仁弘